# (72827) Maxaub
Maxaubes el asteroide n.º 72827 de la serie (2001 HT8), descubierto por Rafael Ferrando desde el Observatorio Astronómico Pla D'Arguines (Segorbe-Castellón)
Dedicado a la figura del escritor Max Aub (1903–1972), en el centenario de su nacimiento.